# Jordan Valley
Jordan Valley is een plaats (city) in de Amerikaanse staat Oregon, en valt bestuurlijk gezien onder Malheur County.

## Demografie
Bij de volkstelling in 2000 werd het aantal inwoners vastgesteld op 239. In 2006 is het aantal inwoners door het United States Census Bureau geschat op 232, een daling van 7 (-2,9%).

## Geografie
Volgens het United States Census Bureau beslaat de plaats een oppervlakte van 5,4 km², geheel bestaande uit land. Jordan Valley ligt op ongeveer 1337 m boven zeeniveau.

## Plaatsen in de nabije omgeving
De onderstaande figuur toont nabijgelegen plaatsen in een straal van 72 km rond Jordan Valley.